# Tawangharjo (Wedarijaksa)
Tawangharjo is een bestuurslaag in het regentschap Pati van de provincie Midden-Java, Indonesië. Tawangharjo telt 2449 inwoners (volkstelling 2010).